# Anubandham
Anubandham (малаял. അനുബന്ധം) — индийский фильм-драма на языке малаялам, снятый режиссёром И. В. Саси и вышедший в прокат 29 марта 1985 года. Главные роли исполнили популярные в то время актёры Маммутти, Моханлал, Сима и Шобана. Фильм имел большой успех у малаяламязычной аудитории и был отмечен четырьмя кинопремиями штата Керала.

## Сюжет
Муралидхаран приезжает в деревню, чтобы стать учителем в местной школе. В деревне он встречает свою бывшую возлюбленную Сунанду. Сунанда теперь вдова и одна воспитывает восьмилетнего сына Харимона. Встреча с Муралидхараном помогает Сунанде набраться уверенности и открыть детский сад, чтобы таким образом зарабатывать себе на жизнь. Она даже думает вновь выйти замуж за Муралидхарана, но он не нравится её сыну. Однако, когда из-за неосторожности Харимона гибнет его друг Джаян и жители деревни начинают винить в этом мать и сына, Муралидхаран оказывает мальчику необходимую поддержку. Поэтому когда Муралидхарана собираются перевести на новое место работы, Харимон просит его остаться и жить с ними.

## В ролях
- Маммутти — Муралидхаран
- Моханлал — Бхаскаран, муж Виджаялакшми
- Сима[англ.] — Сунанда, вдова
- Шобана[англ.] — Виджаялакшми, жена Бхаскарана
- Мастер Вимал — Харимон, сын Сунанды
- Мастер Прасобх — Джаян, сын Бхаскарана и Виджаялакшми
- Тилакан[англ.] — Менон
- Сукумари[англ.] — Малу
- Кунчан[англ.] — Кришнанкутти
- Санкаради[англ.] — Джозеф
- Премджи[англ.] — Валия Нампутхири
- Джаганнатха Варма — отец Бхаскарана
- Паравур Бхаратан[англ.] — отец Виджалакшми, судья в отставке
- Бахадур[англ.] — Мадхаван
- Тодупула Васанти

## Саундтрек
Вся музыка написана Шьямом.
| №  | Название             | Текст песни     | Исполнители    | Длительность |
| -- | -------------------- | --------------- | -------------- | ------------ |
| 1. | «Akhilaandamandalam» | К. П. Пантхалам | П. Сушила, хор | 3:30         |
| 2. | «Kannaanthaliyum»    | Биччу Тирумала  | К. Дж. Йесудас | 2:15         |

## Награды
Кинопремия штата Керала
- лучшая женская роль — Сима[2][3]
- лучшая детская роль — Мастер Вимал[2][3]
- лучший сюжет — М. Т. Васудеван Наяр[2][3]
- лучший монтаж — К. Нараянан[2][3]